# Sansón de Córdoba
Sansón o Samsón de Córdoba (Córdoba, ¿810? - 21 de agosto de 890), también conocido como Abad Sansón, fue un erudito bíblico, teólogo y poeta mozárabe de Al-Ándalus.

## Biografía
Sansón nació probablemente en Córdoba en la década del 810. Poco se conoce de su infancia y adolescencia pero lo más probable es que fuera educado en una escuela vinculada a una basílica como la de San Zoilo. Adquirió formación en teología, latín y textos bíblicos y patrísticos. Asimismo, aprendió la lengua árabe, tal y como evidencia su labor de traductor de la correspondencia del emir Muhammad I.
Gracias al testimonio del De translatione sanctorum martyrum Georgii Monachum, Aurelii et Nathaliae ex urbe Cordube Parisios, escrita por Aimonio de Saint-Germain-des-Prés hacia el año 871, se sabe que en el año 858 Sansón era un presbítero que, por orden de Leovigildo Abd as-Salam, su posible preceptor, colaboró con unos monjes procedentes de la Abadía de Saint-Germain-des-Prés para conseguirles unas reliquias custodiadas en el monasterio cordobés de San Salvador de Peñamelaria (en latín, Pinnamellaria), donde desde 858 era abad.
Como maestro de teología Sansón impartía lecciones a sus discípulos en el monasterio de Peñamelaria o en la iglesia de San Zoilo. Se dedicaba también a debatir de teología con cristianos, judíos y musulmanes con buena labia y esto al parecer le provocó tener rivales que cuestionaban su doctrina teológica. Por ello, en el año 862, coincidiendo con la consagración de Valencio, posible pupilo de Sansón, como obispo de Córdoba, fue acusado de herejía por el obispo Hostégesis de Málaga y sus partidarios ante la comunidad episcopal. Reunida ésta a los pocos días en concilio, Sansón presentó su confesión de fe (credulitas), la cual fue aprobada por la mayoría de los obispos; pero Hostégesis consiguió la sentencia condenatoria contra él cuando Sansón se negó a oponerse a una antífona hispana tradicional. Siendo declarado hereje, Sansón fue desterrado de Córdoba, perdió la dignidad sacerdotal y se le prohibió ocupar cargos clericales. Por lo tanto dejó de ser abad de Peñamelaria.
Al poco tiempo Sansón consiguió la absolución de la mayoría de los obispos y el nombramiento de párroco de la iglesia de San Zoilo gracias a la ayuda del obispo Valencio de Córdoba. Sin embargo, Hostégesis y el conde Servando, máxima autoridad civil de Córdoba, consiguieron que tanto Sansón como Valencio perdieran el favor del emir Muhammad I. Así, ante el temor de perder de nuevo el sacerdocio, en el año 863 u 864 Sansón huyó a Martos, donde escribió su obra más famosa, Apologeticum contra perfidos, para tratar de demostrar la ortodoxia de su fe y la heterodoxia de la doctrina de Hostégesis. Como complemento de este tratado compuso De gradibus consanguinitatis tractatulus para defenderse de la acusación esgrimida por el obispo malacitano de que casaba a primos hermanos; esta obra deriva claramente de los Origines de San Isidoro de Sevilla. En el año 875 donó una campana a la iglesia de San Sebastián en la sierra de Córdoba, en el actual municipio de Espiel. Dicha campana se conserva en el Museo Arqueológico de Córdoba y Simonet transcribe la dedicación: «Offert hoc munus Samson abbatis in Domum Sancti Sabastiani Martiris Christi. Era DCCCCLXIII».
Se conservan unos Carmina (poemas), concretamente tres epitafios, que dedicó al abad Ofilón, restaurador del monasterio de Samos en Galicia en el año 861; al abad Atanagildo, a quien Álvaro de Córdoba dirigió una epístola alrededor del año 861; y a un presbítero llamado Valentiniano o Valentiano.
Posteriormente Sansón volvió a ser abad, tal y como se le denomina en su epitafio, escrito por Cipriano de Córdoba. Murió siendo anciano el 21 de agosto del año 890.

## Obras
- Apologeticum contra perfidos, obra teológica (864 o poco después)
- De gradibus consanguinitatis tractatulus, obra de legalidad matrimonial (después del 864)
- Carmina, tres epitafios